# Constanza Moreira
Constanza Moreira Viñas (Montevideo, 22 de febrero de 1960) es una política, socióloga y escritora uruguaya. Desde el 1 de marzo de 2025 es Senadora de Uruguay por el Frente Amplio.  
Licenciada en Filosofía, magister y Doctora en Ciencia Política, es Profesora Titular de la Universidad de la República. Fue electa senadora de la República Oriental del Uruguay por el Partido Frente Amplio durante dos períodos legislativos, entre 2010 y 2020. Fue nuevamente electa en el año 2025. Fue precandidata a la Presidencia de la República en las elecciones internas de 2014.

## Biografía
Su madre, Inés Viñas, cursó estudios en Facultad de Medicina y en la Escuela de Bellas Artes. Su padre, Iradier Moreira, fue Profesor Titular en la Facultad de Odontología.  En el 2010 la Universidad de la República lo nombró doctor honoris causa. Tiene dos hermanos: Iradier y Aelita. En 1993 contrajo matrimonio con el economista Pablo Guarino, quien falleció en 2001.
En 1984 obtuvo su licenciatura en Filosofía en la Facultad de Humanidades y Ciencias de la Universidad de la República. En 1990 obtuvo su título de magister en Ciencia Política por el Instituto Universitario de Pesquisas de Río de Janeiro (IUPERJ), de la Universidad Candido Mendes. En 1997 obtuvo su doctorado por la misma universidad. 
Es Profesora de la Universidad de la República desde 1991, especializándose en Teoría Política y Política Comparada. En 2005 fue Profesora Titular. Dirigió el Departamento de Ciencia Política entre 2005 y 2008. Fue consultora de Naciones Unidas y de ONU Mujeres. Entre 2005 y 2008 coordinó el Informe de Desarrollo Humano en Uruguay
En 2007 fue propuesta para presidir el Frente Amplio, pero no alcanzó el nivel de apoyos necesarios en el Congreso de la coalición.
En las elecciones del 25 de octubre de 2009 en Uruguay fue elegida senadora por el Frente Amplio para el período 2010-2015, más específicamente por la fuerza política Espacio 609. 
Fue propuesta en septiembre de 2013 como precandidata a las elecciones internas de 2014 por el Partido por la Victoria del Pueblo, el Partido Socialista de los Trabajadores, el Movimiento de Integración Alternativo, el Grupo Magnolia, el Ir, Alternativa Frenteamplista, Frenteamplistas por el Cambio, Agrupación Resistir, Izquierda en Marcha y varias agrupaciones de base del Frente Amplio. En las elecciones internas de junio alcanzó 53.093 votos, es decir, casi el 18% de los votos del Frente Amplio.
En las elecciones nacionales del 26 de octubre de 2014 en Uruguay fue reelegida como senadora por el Frente Amplio, liderando el sublema Casa Grande, integrado por varias listas que la habían apoyado en su precandidatura presidencial. 
En 2025 fue elegida Senadora en alianza con la Lista 1001
Su producción bibliográfica incluye libros y artículos académicos, columnas y artículos de divulgación, y literatura de ficción. Moreira publica sus escritos de ficción bajo el seudónimo Olympia Frick.

## Libros
- 1997, Democracia y desarrollo en Uruguay : reflexión desde la cultura política (Montevideo: Ediciones Trilce)
- 2001, Diez relatos fantásticos, en De los Flexes Terpines (Montevideo, Editorial Cauce)
- 2004, Final de juego : del bipartidismo tradicional al triunfo de la izquierda en Uruguay (Montevideo: Ediciones Trilce)
- 2006, De regreso a casa (Editoral Artefato)
- 2009, Entre la protesta y el compromiso : la izquierda en el gobierno Uruguay y América Latina (con la colaboración de Verónica Pérez. Montevideo: Ediciones Trilce)
- 2019. Tiempos de democracia plebeya: futuro y presente del progresismo en América Latina (Ediciones de la banda Oriental y CLACSO .https://www.clacso.org/tiempos-de-democracia-plebeya/
- 2023,  La ciudad de los nombres olvidados (ficción Montevideo: Estuario Editora), bajo el seudónimo Olympia Frick.